# 12 juin 1969
Le jeudi 12 juin 1969 est le 163e jour de l'année 1969.

## Naissances
- Anne Lesage, chercheuse française
- Barbara Minneci, cavalière belge para-équestre
- Chris Janssens, footballeur belge
- Christophe Spielberger, écrivain français
- Coraly Zahonero, actrice française
- Denis Falque, auteur de bande dessinée français
- Dermott Lennon, cavalier de saut d'obstacles irlandais
- Elvis Brajković, footballeur croate
- Héctor Garza (mort le 26 mai 2013), catcheur mexicain
- Heinz-Christian Strache, personnalité politique autrichienne
- Jérôme Bocuse, cuisinier français
- Juma Namangani (mort le 1er novembre 2001), chef militaire djihadiste ouzbek
- Lone van Roosendaal, actrice néerlandaise
- Maicel Malone-Wallace, sprinteuse américaine
- Mathieu Schneider, joueur de hockey sur glace américain
- William Maury, dessinateur de bandes dessinées et coloriste

## Décès
- Alexandre Deïneka (né le 20 mai 1899), artiste russe
- Clarence 13X (né le 22 février 1928), fondateur de la Five-Percent Nation
- Emmanuel d'Astier de La Vigerie (né le 9 janvier 1900), écrivain, journaliste et homme politique français
- Józsi Jenő Tersánszky (né le 12 septembre 1888), écrivain hongrois
- Roy Ridley (né le 25 janvier 1890), écrivain britannique